# Асангазы, Оразкуль Асангазиевна
Оразкуль Асангазы (род. 22 февраля 1952; село Бирлик, Чуйский район, Джамбулская область, Казахская ССР, СССР) — казахстанский государственный и общественный деятель.

## Биография
Родилась 22 февраля 1952 года в колхозе «Актобе» Шуйского района Жамбылской области.
В 1969 году окончила казахскую среднюю школу-интернат в селе Толеби Шуйского района Жамбылской области.
В 1973 году поступила в Казахский Государственный женский педагогический институт и окончила с отличием. Во время учебы в институте удостоилась Ленинской стипендии, была секретарем комитета комсомола факультета, тогда же вступила в ряды партии.
В 1991 году окончила Алма-Атинский институт политологии и управления по специальности «Учитель физики».
В 2021 году высказалась против того, чтобы обучать казахских детей в русской школе, что вызвало неоднозначную реакцию у пользователей соцсетей.

## Трудовая деятельность
Трудовую деятельность начала в 1973 году в качестве преподавателя средней школы имени Жамбыла Сарыагашского района Шымкентской области.
С 1979 по 1982 годы — директор средней школы имени К. Маркса.
С 1982 по 1985 годы — директор школы-интерната № 10 имени К. Сатбаева в городе Сарыагаш.
В 1985 года — секретарь Алгабасского районного комитета партии.
В 1987 года — второй секретарь районного комитета партии.
В 1988 года — избрана председателем исполнительного комитета Алгабасского райсовета народных депутатов.
С 1990 по 1992 годы — заведующий идеологическим отделом, начальник отдела языка, культуры и межнациональных отношений областного Совета народных депутатов.
С 1992 по 1993 годы — аким Сарыагашского районного акимата.
С 1993 по 1995 годы — заместитель акима Южно-Казахстанской области.
С 1995 по 1996 годы — аким Аль-Фарабийского района города Шымкента.
В 1997 году заместитель акима города Шымкента.
С 1998 по 2006 годы — заместитель акима района Сарыарка города Астаны.
С 2006 по 2012 годы — начальник Управления по развитию языков города Астаны.

## Выборные должности, депутатство
С 1994 по 1995 годы — Депутат Верховного Совета Казахстана XIII созыва.
С 18 января 2012 года по 20 января 2016 года — Депутат Мажилиса Парламента Республики Казахстан V созыва.

## Награды и звания
- 1978 — Медаль «За трудовую доблесть» (СССР)
- 1983 — «Отличник народного просвещения Казахской ССР»
- 1999 — Отмечена благодарственным письмом акима г. Астана
- 2001 — Почетный гражданин Сарыагашского и Байдибекского районов ЮКО
- 2001 — Медаль «10 лет независимости Республики Казахстан»
- 2008 — Орден Курмет[3]
- 2010 — «Деятель культуры Казахстана»
- 2011 — Медаль «20 лет независимости Республики Казахстан»
- 2015 — Медаль «20 лет Конституции Республики Казахстан»
- Медаль НДП «Нур Отан» «Белсенді қызыметі үшін»
- 2017 — Почётный гражданин Южно-Казахстанской области[4]
- 2019 — Орден Парасат из рук президента Республики Казахстан в Акорде (12 декабря 2019 года)[5]